# The Good Good
The Good Good é uma canção do cantor de Reggae Snoop Lion, lançada em 22 de Agosto de 2013, como decima faixa para seu decimo segundo álbum de estúdio Reincarnated. A canção conta com a participação da cantora polonesa Iza Lach.

## Faixas
| Descarga digital |                 |         |  |
| N.º              | Título          | Duração |  |
| 1.               | "The Good Good" | 3:54    |  |

## Vídeo da musica
O videoclipe da canção lançado em 22 de Agosto de 2013. O vídeo tem participações dos filhos e esposa do cantor.

## Desempenho nas paradas
| Paradas (2013)                                  | Melhor posição |
| ----------------------------------------------- | -------------- |
| Estados Unidos (Billboard Reggae Digital Songs) | 16             |